# Catarina Vasconcelos

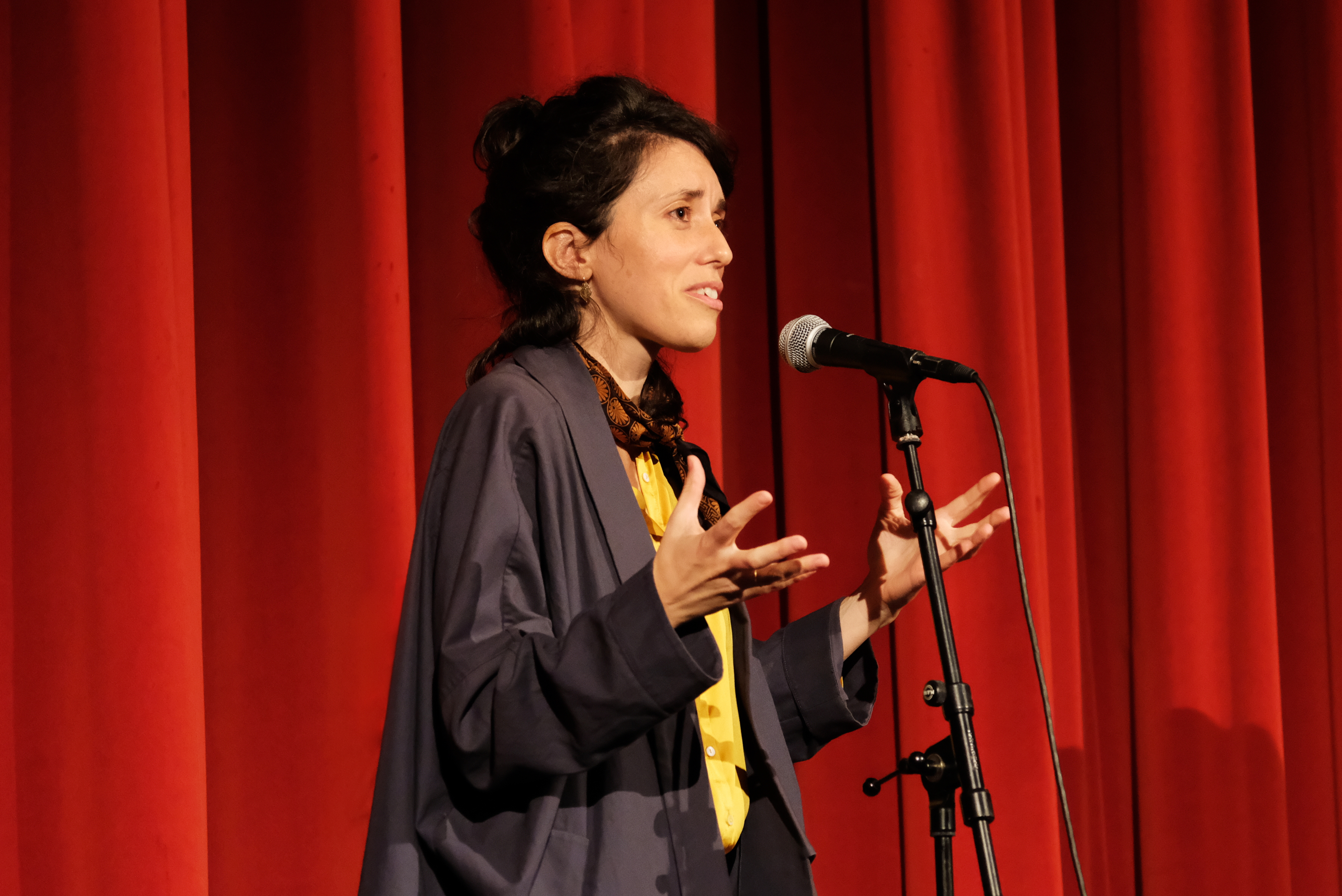
Catarina Vasconcelos auf der Viennale 2020 beim Podiumsgespräch.

Catarina Vasconcelos (* 1986 in Lissabon) ist eine portugiesische Filmregisseurin und Filmproduzentin.

## Leben
Catarina Vasconcelos wuchs in ihrer Heimatstadt Lissabon auf, wo sie später an der Fakultät für Bildende Künste der Universität Lissabon studierte. Nach einem postgradualen Studium am ISCTE – Instituto Universitário de Lisboa ging sie nach London an das Royal College of Art (Abschluss Master’s degree in Visueller Kommunikation). Dort stellte sie zum Studienabschluss ihren ersten eigenen Kurzfilm fertig, der 2014 erschienene Metáfora ou a Tristeza Virada do Avesso (Portugiesisch für: „Metapher oder die von innen nach außen gekrempelte Traurigkeit“). Der Film hatte beim Filmfestival Cinéma du Réel seine Weltpremiere und wurde dort als bester internationaler Kurzfilm ausgezeichnet. Zusammen mit Catarina Laranjeiro hatte sie bereits 2011 einen ersten Kurzfilm gedreht. Eu Sou da Mouraria - ou sete maneiras de contar e guardar histórias (portugiesisch für: „Ich komme aus der Mouraria, oder: sieben Arten Geschichten zu erzählen und zu bewahren“), ein Dokumentarfilm, der sich mit der Geschichte des Mouraria-Viertels in Lissabon und dessen ideologischer Vereinnahmung durch die Estado Novo-Diktatur (1932–1974) beschäftigte.
2020 erschien ihr zweiter Film, der fiktive Dokumentarfilm A Metamorfose dos Pássaros (Portugiesisch für: „Die Metamorphose der Vögel“). Er feierte bei der Berlinale 2020 Premiere und gewann dort den FIPRESCI-Preis. Es folgten eine Vielzahl weiterer internationaler  Auszeichnungen für das Werk bei zahlreichen internationalen Filmwettbewerben, darunter das Festival Internacional de Cine de San Sebastián, Molodist, Caminhos do Cinema Português, Dokufest, IndieLisboa und andere. Der Film wurde danach als portugiesischer Oscar-Kandidat für den besten fremdsprachigen Film zur Oscarverleihung 2022 ausgewählt, gelangte bei der folgenden 94. Oscarverleihung jedoch nicht zur Nominierung.

## Filmografie

### Regisseurin
- 2011: Eu Sou da Mouraria – ou sete maneiras de contar e guardar histórias, mit Catarina Laranjeiro (Kurzfilm, Dokumentarfilm)
- 2014: Metáfora ou a Tristeza Virada do Avesso (Kurzfilm, Dokumentarfilm)
- 2020: A Metamorfose dos Pássaros (Dokumentarfilm)

### Produzentin
- 2013: Pária, Regie: Bernardo Malafaya
- 2020: A Metamorfose dos Pássaros (Dokumentarfilm)